# Batis d'ulleres rosades
La batis d'ulleres rosades (Platysteira castanea) és un ocell de la família dels platistèirids (Platysteiridae).

## Hàbitat i distribució
Habita la selva pluvial a les terres baixes del sud de Camerun, illes del golf de Guinea, Guinea Equatorial, el Gabon, República del Congo, República Centreafricana, nord i nord-est de la República Democràtica del Congo, extrem est de Sudan del Sud, Uganda, oest de Kenya, Tanzània, cap al sud al nord-oest d'Angola, sud-oest, sud i est de la República Democràtica del Congo i nord-est de Zàmbia.